# 위휜
위휜(Wihwin)은 중앙아메리카, 특히 미스키토족 사이에 전승되는 악의적인 물귀신이다. 스코틀랜드의 켈피, 스칸디나비아의 베카헤스트, 호주의 부니입과 그 생태가 비슷하다. 대개 바다에 사는 악귀이나 하절기에는 산맥을 돌아다닌다고 한다.
말과 비슷하게 생긴 이 괴물은 밤이 되면 사냥을 다니며 인간을 비롯한 먹이들을 "무시무시한 이빨이 둥글게 돋아난 턱"으로 잡아먹는다고 한다.